# 七分
七分，原寫為七份，是臺灣臺中市新社區的一個傳統地域名稱，位於該區西北部。相較於今日行政區，其範圍大致包括永源里西部不含西側邊界中段偏北地段、崑山里西北半部不含西南端邊界地帶，以及豐原區的南嵩里東南部凸出部分的東北大半側。

## 歷史
台灣清治末期，七分地區為一街庄，稱為「七份庄」，隸屬於捒東上堡。該庄北與石崗仔庄為鄰，東北與仙塘坪庄為鄰，東與大湳庄、馬力埔庄為鄰，南邊為大坑庄，西邊為下南坑庄、上南坑庄。。
1901年（日明治三十四年）11月，全台廢縣廳改設二十廳，該庄隸屬於臺中廳。1903年（明治三十六年）6月，該庄編入「新社區」，仍隸屬於臺中廳。1909年（明治四十二年）10月，全台二十廳合併為十二廳，新社區隸屬不變。1920年（大正九年），全台地方制度大改正，該庄改制並雅化為「七分」大字，隸屬於臺中州東勢郡新社庄，大字下有「七分」、「十分」、「水井子」小字名。
戰後新社庄改制為新社鄉，隸屬於臺中縣，大字亦改制為村。1950年10月，中、彰、投分治，新社鄉隸屬不變。2010年12月，隨著臺中縣、市合併為直轄臺中市，新社鄉改制為新社區，村亦改制為里。

## 聚落
本地區發展較早的聚落為七份（崑山）、水井仔，在日治期初期的官方地圖上已有記載。此外，本地區尚有十分、坑頭、橫排等聚落。

## 交通
區道中88線（水井街）是豐原北陽里至水井的道路，大致以東南東－西北西走向轉南向北再轉西北西－東南東走向蜿蜒經過本地區南部。由該道路南側向東南轉西南西再轉西北西可前往大坑北部、下南坑並止於豐原市區東南側的省道台3線路口，由該道路北側向東南可前往馬力埔西部區道中93線路口。
區道中93線（崑南街）是社寮角至茅埔角的道路，大致以東南－西北走向轉北北東－南南西走向蜿蜒經過本地區東北部及東部邊界地帶。由該道路向東南轉西北再轉北北東可前往仙塘坪、新社西北角、社寮角並止於省道台3線路口，向南南西轉東南可前往馬力埔西部及西南部、大南南部、水底寮地區中部偏西北的湖興聚落西北側並止於區道中95線路口。
區道中94線是七分至新社的道路，其西側端點位於本地區東北部的七分聚落北側區道中93線路口。由此向東北蜿蜒而行，出境後轉東南可前往仙塘坪與大南邊界地帶、大南東北端、新社市區並止於舊縣道129號（中和街四段）路口。

## 學校
- 崑山國小